# Bailey Wright
Bailey Wright, né le 28 juillet 1992 à Melbourne, est un footballeur international australien qui évolue au poste de défenseur.

## Biographie

### En club
Le 6 janvier 2017, il rejoint Bristol City.
Le 21 janvier 2020, il est prêté à Sunderland.
Le 2 août 2020, il rejoint Sunderland.
Le 31 janvier 2023, il est prêté à Rotherham United.

### En équipe nationale
Il honora sa première sélection le 8 septembre 2014, lors d'une rencontre amicale contre l'Arabie saoudite soldée par une victoire 3-2. 
Il participe à la Coupe des Confédérations 2017 et y joue trois matchs, mais son équipe ne passe pas les phases de poules.
Le 8 novembre 2022, il est sélectionné par Graham Arnold pour participer à la Coupe du monde 2022.